# ハックス!
『ハックス!』は、今井哲也による漫画。『月刊アフタヌーン』（講談社）において、2008年7月号から2010年6月号まで連載された。全24話。単行本全4巻。

## あらすじ
高校に進学した阿佐実みよしは、新入生歓迎会で放映されたアニメに魅せられ、アニメーション研究部（アニ研）に入部する。アニ研は部員が1人しかおらず休部状態だったが、みよしともう1人の新入生・児島泰樹の入部を機に再びアニメ製作が開始される。自作アニメを文化祭で上映することを目標に奮闘するみよしの姿を軸に、その仲間たちが送る日々を描く青春群像劇である。

## 登場人物

### アニメーション研究部
阿佐実 みよし（あさみ みよし）
本作品の主人公。高校1年生。6月生まれ。新入生歓迎会にて放映されたアニメに魅せられ、アニ研への入部を決意する。
語彙が少なく、説明下手と言われる。愛犬家で、飼い犬のジョニを撮影、二○動に投稿している。
アニメ製作に強い意欲を抱き、作画を担当、パラパラ漫画をノート何冊分も描いて来る。文化祭に向けて本格的にアニメ製作を始めてからは、原画・清書・スキャン・色塗りと何でもこなす。アニメ製作方法が自然にわかり、泰樹から「野生のプロ」と評される。泰樹の発言で正式に作品の監督となった。三山の行動や映研会長の妨害工作に悩みながらも、演劇部の面々や、またデータ消失時に偶然電話をくれたふみのアドバイスのお陰で無事完成させる。
兄からもらったクマ（兄はネコと主張）のぬいぐるみ（みよしはストラップと主張）を「ハミーハミー隊長」と呼びいつも身に付けている。アニメ製作時には、かつてふみや優子が使用していたネコ耳を装着する。
中学生時代には独特の雰囲気・行動から周囲から浮いていたことがある。美和と再び親しくなったことを機に友人も増えたが、壮絶な嫌がらせを受けたこともあった。しかしそれに屈せず気丈な行動を見せ、美和との絆も深まった。
児島 泰樹（こじま たいき）
1年。入学当初は映画研究会に入会するつもりだったが、新歓で見たアニメに衝撃を受けアニ研に入部する。
みよしのパラパラ漫画を動画にしたり、その動画をインターネットの動画投稿サイトにアップロードしたりと、アニ研の活動を主導している。
みよしに「美少年」と認識されている。同じクラスの女子からは「コズィー」と呼ばれており、人気がある模様。
結花からは「たいちゃん」と呼ばれる。結花のことが好きで、それをみよしに見破られていた。
後藤 裕二（ごとう ゆうじ）
3年。アニ研の部長で、電脳研究会と漫画研究会にも所属している。
最初はアニ研の活動には余りやる気が無かった。みよしや泰樹の入部以後はアニメ製作を楽しんでいたが、物語後半で受験のためにアニメ製作から離脱する。
異性とほとんど交流がないため、女子と少し会話しただけでも意識してしまうらしく、みよしや細井のことを意識しているような素振りが見られる。

### 他部の生徒・教職員
三山 和寛（みやま かずひろ）
3年。電脳研究会所属。口が悪い。後藤とつるんでおり、暇潰しでアニ研に入り浸っている。文句を言ったり「飽きた」と途中抜けたりしながらもアニメの製作を手伝っていたが、音声データの消失事件を切っ掛けに完全決裂した。
生徒会長
3年。生徒会長。アニ研の部室でアニメのフィルムを発見し、新入生歓迎会での上映を企画・実行した。新歓アニメに魅せられた1人で、みよしをアニ研に導いた。
「会長先輩」と呼ばれる。長らく名前は不明であったが、最終回で下の名は「みゆき」であることが明かされた。
細井 優乃（ほそい ゆの）
生徒会副会長。漫画研究会にも所属。ロングヘアーの眼鏡キャラクターで、軽く毒舌。後藤のことを慕っているようで、都から「こんなに人になついているの初めて見た」と思われた。
篠原（しのはら）
下の名前は不明。「シノっち」と呼ばれる。3年。生徒会会計。演劇部にも所属。アニ研が作ったアニメ（実写部分）に出演する。
アニ研の文化祭作品では音響を担当する。
中寺 都（なかでら みやこ）
生徒会書記。陸上部にも所属。いじられキャラでドジキャラ。文化祭では「コケて」書類の山を崩したせいで、生徒会関連のメンバーがアニ研作品の上映に間に合わなかった。
沼山 恵（ぬまやま めぐみ）
3年。演劇部部長。生徒会の有志スタッフ。おっとりした口調が特徴。愛を込められて「キモい」「ウザい」と言われる。
アニ研の文化祭作品に声優として出演する。その際、泰樹に「普通にしゃべってる」と驚かれた。
勝間 理央（かつま りお）
1年。演劇部所属。生徒会の有志スタッフ。本が好きで図書室に通っており、やはり本好きの友里をライバル視している。田中小実昌から「言霊少女」まで幅広く借りている。長らく後姿しか描かれていなかったが物語後半で本格的に登場した。
アニ研の文化祭作品では主役声優として出演する。これを機会にみよしとも親しくなり、同じクラスの泰樹と3人で大学アニ研の合同上映会に出掛けた。その際みよしと共に泰樹と結花のやり取りを見て面白がっていた。
日比野 なつき（ひびの なつき）
1年。陸上部所属。生徒会の有志スタッフ。喋る時に手を挙げ、よく喋る。通称は「なっち」。
菅谷 桜（すがや さくら）
1年。吹奏楽部所属。生徒会の有志スタッフ。にこやかな笑顔で気遣いが出来る。
小西 柚子（こにし ゆうこ）
1年。吹奏楽部所属。生徒会の有志スタッフ。やはり喋る時に手を挙げ、よく喋る。背が小さい。
神谷 悠一郎（かみや ゆういちろう）
演劇部にて脚本・演出を担当。得意技は駄目ゲー談義。アニ研からもらった小道具のお陰で、演目「こんなんが私の宝箱か」の脚本が書けたと感謝した。漫画研究会の会長でもある。
アニ研の文化祭作品では敵役で出演、ハイテンションの演技を見せた。
映研会長
映画研究会の会長。名前は不明。アニ研を廃部させようと画策し、立ち聞きをしたり生徒会室に忍び込んだりと裏でこそこそ動く。また著作権を持ち出して能書きを垂れる。さらにはアニ研の作ったデータをパソコンから削除するという暴挙を行ったが発覚した。
熊谷（くまがい）
映研の顧問。映像関連に造詣が深く、みよしたちにアドバイスを行う。
釜本（かまもと）
名前のみ登場。アニ研の顧問。
図書室の司書
友里に古くなった図書室の漫画を譲り渡すなど割とおおらかな性格をしている。すでにある文芸部とは別に図書部
も作るつもりらしい。

### みよしの友人
須田 美和（すだ みわ）
1年。弓道部所属。小学生の頃からのみよしの友達。翔子に、「本当にみよしと仲が良い」と言われる。
中学1年のときは疎遠であったが、2年時に同じクラスとなることで友情が復活する。みよしが受けた嫌がらせ事件から、より絆を深めることが出来た。
神崎 翔子（かんざき しょうこ）
1年。弓道部所属。小学生の時にみよしと同じ学校で、高校で再会する。
秦野 友里（はたの ゆり）
1年。図書委員会。部活は帰宅部。オタクであるが周囲には隠している。引っ込み思案な性格。アニ研に興味を持つ。
生徒会長いわく、図書館利用者から、「本を借りた時にカウンターで嬉しそうな顔をする癒し系」と評判になっているらしい。
成り行きで生徒会に関わるが、なつきが言った「絵がうまそう」という理由で文化祭の壁画の原画を担当する。自信を失い悩むも会長先輩のアドバイスもあり大役を果たすことが出来た。また、生徒会の活動を楽しいと思えるようになった。
単行本第4巻巻末のおまけ漫画にて、その後アニ研に入部し、副部長となっていることが描かれた。

### 主要人物の血縁者
溝口 結花（みぞぐち ゆか）
大学1年。泰樹の従姉。大学で演劇部に所属。
結花が高3の時の文化祭で映画を製作した事が、演劇にはまるきっかけとなった。その際、助っ人として当時中3の泰樹がカメラマン・編集などの裏方として参加した。
大学のアニメ作品に声優として出演、大学アニ研の合同上映会に泰樹とみよしを招待する（理央も同行）。泰樹とのやり取りをみよしや理央に面白がられていたことは知らない。
阿佐実 和義（あさみ かずよし）
みよしの兄。大学生でアニ研に所属している。古い型の携帯電話を愛用している。左利きのメガネ男子。
作中では主にみよしとのメールのやり取りを通じて登場していた。物語終盤の大学アニ研の合同上映会で実際に登場、メイド姿で司会者に演目記載の紙を渡す役を行った。その後打ち上げにみよしら3人を連れて行き、穂積と優子の2人を引き合わせた。

### 過去のアニメーション研究部在籍者
秋野 ふみ（あきの ふみ）
みよしが衝撃を受けたアニメ「作品集'94」の製作者の1人。「文野 秋」のペンネームで「だいたい全部」を担当（絵コンテ、原画、動画など）した。優子より1学年下で、優子曰く新刊アニメの動画は、ふみがほとんど1人で描いたとのことである。
単行本2巻の「おまけまんが」にて、1994年春に新入生としてアニ研を訪問した事が描かれている。みよし同様、ぬいぐるみ（こちらはネコ）を身に着けている。また元々優子が付けていたネコ耳を「集中力が上がる」という理由で付けていたとのこと。
優子から話を聞いた泰樹は「似たような人」がいると思った。
現在はアニメーター。優子の薦めでみよしにたまたま電話したが、ちょうどデータが消されて途方に暮れていた時であった。作品の復旧、そして人間関係に悩むみよしを叱咤激励する。
穂積 優子（ほずみ ゆうこ）
旧姓は落合。「作品集'94」の製作者の1人。「仕上・撮影・一部原画」を担当。
単行本2巻の「おまけまんが」にて、1994年春時点でアニ研に在籍していた事が描かれている。秋野と出会った時、ネコ耳を装着していた。その後そのネコ耳はふみに「取られた」とのこと。
物語終盤に大学アニ研の後輩である和義の紹介でみよしらの前に登場する。アニ研時代の思い出を語り、みよしは感動の余り泣いてしまった。
穂積（ほずみ）
名前は不明。優子の夫。1994年時点のアニ研の部長で、「作品集'94」の製作者の1人。「ぶちょー」のクレジットで「仕上・撮影・一部原画」を担当。
優子と共に登場しアニ研時代の思い出を語った。

### その他
鈴本 賢（すずもと さとし）
「アクアス」の監督。関西の出身。みよしが泰樹から借りた「アクアス」のビデオに、特典映像として彼へのインタビューの様子が収録されていた。

## 用語
アクアス
作中に登場するロボットアニメ。監督は鈴本。水没した世界を舞台に、車をイメージした4本足のロボットが活躍する、主人公の成長譚を描いた作品。みよしがアニメ製作の参考にしている。
アニメーターはふみの師匠的な人物で、ふみはテレビアニメ版には参加出来なかったが、劇場版に原画で参加するとのこと。
言霊少女（ことだましょうじょ）
作中に登場するライトノベルシリーズ。作中作として数回に渡り描かれている。作者は玖呂葉レイジ。友里は主人公の行動に憧れている。
二○動（にまるどう）
動画投稿サイト。正式名称「二十一世紀ひのまる動画」。ニコニコ動画のパロディ。
「ひの高アニメ部です。」というページにアニメやジョニの動画を投稿している。
ハックス
「日蚤台高校アニメーション研究部」の英文。綴りは「HHACs（Hinomidai Highschool Animation Club）」（"s"は不明）。物語開始当初は謎の言葉としてみよしが意味を探っていた。

## 主な舞台
日蚤台高校（ひのみだいこうこう）
みよしたちの通う高校。
東京映像技術（とうきょうえいぞうぎじゅつ）
フィルムのテレシネ専門に行っている会社。みよし、泰樹、結花で訪問し、新歓アニメを含む「作品集'94」のテレシネについて相談する。その際、結花の発言から簡易テレシネについて教えてもらった。最寄駅はJR市ケ谷駅。

## 書誌情報
- 今井哲也 『ハックス』 講談社〈アフタヌーンKC〉、全4巻
  1. 2008年11月21日初版発行、ISBN 978-4-06-314541-0 - 描き下ろしおまけ漫画あり。
  2. 2009年5月22日初版発行、ISBN 978-4-06-314569-4 - 描き下ろしおまけ漫画あり。
  3. 2009年11月20日初版発行、ISBN 978-4-06-310610-7 - 描き下ろしおまけ4コマ漫画あり。
  4. 2010年5月21日初版発行、ISBN 978-4-06-310663-3 - 描き下ろしおまけ漫画あり。